# Râul Lețcani
Râul Lețcani este un curs de apă, afluent al râului Moldova. 